# 1344

Sint-Vituskathedraal

Het jaar 1344 is het 44e jaar in de 14e eeuw volgens de christelijke jaartelling.

## Gebeurtenissen
- 17 april - Bij een volksopstand in Armenië wordt koning Constantijn IV, ofwel Guido van Lusignac, vermoord. Hij wordt opgevolgd door Constantijn V
- Peter IV van Aragon verovert de Balearen. Koning Jacobus III van Majorca moet vluchten en Majorca komt onder de Aragonese kroon.
- De Castilianen onder Alfons XI veroveren Algeciras op de Moren.
- Het hertogdom Orléans wordt gesticht, met Filips, de zoon van koning Filips VI als eerste hertog.
- Begin van de bouw van de Sint-Vituskathedraal in Praag.

## Opvolging
- Brunswijk-Göttingen - Otto opgevolgd door zijn broers Magnus I en Ernst
- Eichstätt - Heinrich von Reicheneck opgevolgd door Albrecht von Hohenfels
- Ethiopië - Amda Seyon I opgevolgd door zijn zoon Newaya Krestos
- Eu en Guînes - Rudolf I van Brienne opgevolgd door zijn zoon Rudolf II van Brienne
- Lippe - na de dood van Simon I verdeeld tussen zijn zoons Otto en Bernhard V
- Nassau - Gerlach I doet afstand ten gunste van zijn twee oudste zoons Adolf I en Johan I
- Saluzzo - Frederik II opgevolgd door Thomas II, op zijn beurt opgevolgd door Manfred V
- Schwerin-Neustadt - Hendrik III opgevolgd door Nicolaas II van Schwerin-Wittenburg (hereniging van het hertogdom Schwerin)
- Soissons - Margaretha opgevolgd door haar dochter Johanna en dier echtgenoot Lodewijk I van Blois
- Stettin - Otto I opgevolgd door Barnim III
- Trebizonde - Johannes III Megas Komnenos opgevolgd door zijn oom Michaël Megas Komnenos
- Württemberg - Ulrich III opgevolgd door zijn zoons Everhard II en Ulrich IV

## Geboren
- 10 oktober - Maria Plantagenet, Engels prinses
- Meinhard III van Tirol, Duits edelman

## Overleden
- 18 januari - Rudolf I van Brienne, Frans edelman
- 17 april - Constantijn IV, koning van Armenië (1342-1344)
- 30 augustus - Otto van Brunswijk-Göttingen (52), Duits edelman
- 3 november - Adolf van der Mark (56), prinsbisschop van Luik (1313-1344)
- 11 juli: Ulrich III, graaf van Württemberg
- Amda Seyon I, keizer van Ethiopië (1314-1344)
- Hendrik III van Schwerin, Duits edelman
- Jamyang Donyö Gyaltsen, Tibetaans geestelijk leider
- Simon I van Lippe, Duits edelman
- Simone Martini, Italiaans schilder
- Guillaume d'Auxonne, Frans bestuurder (jaartal bij benadering)
- Walter Burley, Engels filosoof (jaartal bij benadering)